# Hypena argialis
Hypena argialis là một loài bướm đêm trong họ Erebidae.